# Jan Emens Mennicken

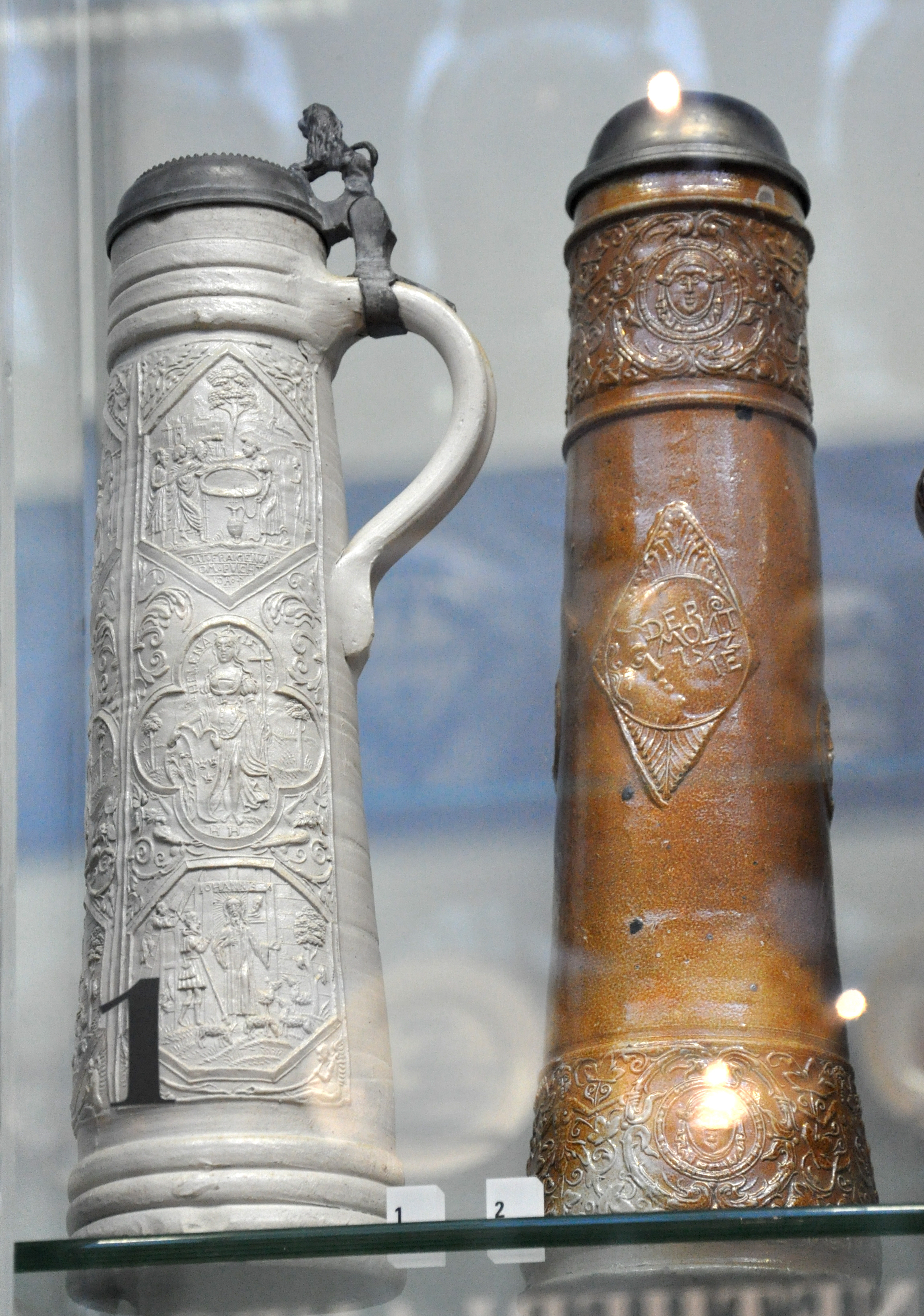
Schnelle Jan Emens Mennickens (rechts) im Vergleich mit einem Gefäß selben Typs von Hans Hilgers aus Siegburg (links).

Jan Emens Mennicken (* um 1540; † um 1594) war ein Töpfermeister, der zwischen 1568 und 1587 in Raeren im Herzogtum Limburg, heute in Belgien gelegen, tätig war. Nach 1587 wanderte er in den Westerwald ab, wo sich später seine Spur verliert.

## Leben und Wirken
Mennicken wurde um 1540 als Sohn des Töpfers Emont Mennicken aus dem Raerener Ortsteil Neudorf geboren und wurde am 2. Juli 1560 erstmals urkundlich erfasst. Im Jahr 1565 heiratete er Geirt (Gertrud) Pira, die Tochter eines Walhorner Schöffen. 
Mennicken gilt neben Anno Knütgen als einer der führenden Töpfermeister der rheinländischen Hochrenaissance. Seine Gefäße aus Raerener Steinzeug signierte er mit I.E.M oder häufiger mit I.E. Offensichtlich hat Mennicken eine Zeitlang im Raum Köln und Siegburg gelebt oder hospitiert, da seine Gefäße anfangs typische Merkmale aus diesen Regionen aufweisen.
Erst ab 1576 fand Mennicken seinen eignen Stil und er experimentierte als erster Hersteller von Rheinischem Steinzeug ab 1584 mit kobaltblauen Salzglasuren, für die der Rohstoff aus Böhmen eingeführt werden musste. Darüber hinaus führte er um 1587 in Raeren einen Ton ein, der eisenarmer als die zuvor dort verwendeten Tonerden war und der zu grauen Scherben gebrannt wurde. Um diese Zeit herum wanderte Mennicken aus unbekanntem Grund in dem Raum Westerwald, wo Arbeiten mit seinem Monogramm auftauchten. Dort schuf er die Grundlagen zur Herstellung von blau-grauem Steinzeug, das ab dem 17. Jahrhundert als Westerwälder Steinzeug zur führenden Warenart unter den Rheinischen Steinzeugen wurde. Ab 1594 verliert sich Mennickens Spur und es ist nichts Näheres über Sterbeort und Sterbejahr bekannt.